# Gesine Danckwart
Gesine Danckwart (* 1969 in Elmshorn) ist eine deutsche Dramatikerin, Autorin, Theater- und Filmemacherin.

## Leben
Gesine Danckwart studierte Theaterwissenschaft, gründete ein freies Theater in Berlin und arbeitete an Bühnen in Wien, Mülheim, Hamburg, Mannheim und Berlin. Der Durchbruch als Autorin gelang ihr 1999 mit Girlsnightout. Mittlerweile werden ihre Stücke mit großem Erfolg im In- und Ausland gespielt.
Im Oktober 2009 hielt sich Gesine Danckwart auf Einladung des Goethe-Instituts Peking 12 Tage in Peking auf, wo sie mit einem deutsch-chinesischen Ensemble eine Fortsetzung von Ping Tan Tales inszenierte.
2009 hatte Danckwarts erster Film UmdeinLeben auf dem Münchener Filmfest Premiere.

## Werk

### Theaterstücke
- 1999: Girlsnightout (Uraufführung: Theater Neumarkt, Zürich)
- 2001: Täglich Brot (Uraufführung: Theaterhaus Jena (in Kooperation mit Sophiensäle Berlin, TIF Dresden und Thalia Theater Hamburg))[2]
- 2002: Meinnicht (Uraufführung: Thalia Theater, Hamburg)
- 2005: Soll:Bruchstelle (Uraufführung: Theater Hebbel am Ufer, Berlin)
- 2006: Und morgen steh ich auf (Uraufführung: Maxim Gorki Theater, Berlin)
- 2007: Müller fährt. Ein Straßenbahnprojekt (Uraufführung: Nationaltheater Mannheim)
- 2008: Ping Tan Tales (Uraufführung: Sophiensäle, Berlin)
- 2009: Auto (Uraufführung: Theater Hebbel am Ufer, Berlin)[3]
- 2009: Und die Welt steht still (Uraufführung: Nationaltheater Mannheim)[4]
- 2009: Walgesänge von Menschen und Tieren (Uraufführung: Nationaltheater, Mannheim)

### Interaktive Theaterstücke
- 2011 Chez Icke – Die virtuelle Barfactory in Berlin-Kreuzberg
- 2013 Chez Icke beim Impulse Theater Festival in NRW
- 2014 Chez Ois – Gessnerallee Zürich Schweiz
- 2016 Bergblaumachen – Eine interaktive SRF Radioperformance auf dem Gotthard-Pass
- 2018 Avatar Tales 798 Peking China, Interview mit Cao Kefei und Gesine Danckwart

### Hörspiele
- 2001: Random oder Warum immer das falsche Lied gespielt wird, Regie: Claude Pierre Salmony (DRS)
- 2001: Meinnicht Mitschnitt der szenischen Erstlesung vom 4. Oktober 2001 aus der BHF-Bank Frankfurt/M. (HR/TAT)
- 2002: Täglich Brot, Regie: Beate Andres (Deutschlandradio Berlin)
- 2002: Heißes Wasser für alle, Regie: Leonhard Koppelmann, (HR/SR)
- 2009: Wo sind wir bitte wann? In China reisen und zurückkommen zusammen mit Fabian Kühlein[5]
- 2010: Auto Autorenproduktion zusammen mit Fabian Kühlein (WDR)
- 2010: rot ist tod zusammen mit Nikolaus Stein von Kamienski, Jackie Engelken, ARD-Radio-Tatort, Regie: Leonhard Koppelmann, (HR)[6]
- 2012: Chez Icke zusammen mit Fabian Kühlein (RBB)[7]
- 2020: Echt? The blondproject zusammen mit Fabian Kühlein (RBB)

### Filme
- 2009: UmdeinLeben[8]